# Train of Thought
Train of Thought – siódmy studyjny album progresywnometalowego zespołu Dream Theater, wydany w 2003 roku.
Wydanie albumu poprzedzone było radiową promocją singla zawierającego 3 wersje utworu As I Am – dwie radiowe i jedna studyjna. Etykieta na okładce albumu informuje, że po włożeniu płyty do CD-ROM-u w PC-ie dostaniemy dostęp do dodatkowych materiałów. Te dodatkowe materiały to wideo The Making of Train of Thought na oficjalnej stronie Dream Theater. Funkcja ta została później anulowana (wideo nie jest dostępne na stronie).
Album rozpoczyna się ostatnią frazą muzyczną (odwróconą) z poprzedniej płyty – Six Degrees of Inner Turbulence – a jego końcowa fraza muzyczna została użyta jako początek następnej – Octavarium.
Tematyka utworu This Dying Soul kontynuuje wątek z utworu The Glass Prison (z płyty Six Degrees of Inner Turbulence), w którym Mike Portnoy opisuje swoje przejścia związane z wychodzeniem z nałogu alkoholowego. Temat ten kontynuowany jest później w The Root Of All Evil.
Wszystkie utwory do albumu zostały napisane przed wejściem do studia nagraniowego. Sytuacja taka miała miejsce wcześniej w 1994 roku podczas nagrywania Awake.

## Lista utworów
1. "As I Am" (muzyka Dream Theater, tekst Petrucci) – 7:47
2. "This Dying Soul" (Dream Theater, Portnoy) – 11:28
  - "IV. Reflections of Reality (Revisited)"
  - "V. Release"
3. "Endless Sacrifice" (Dream Theater, Petrucci) – 11:23
4. "Honor Thy Father" (Dream Theater, Portnoy) – 10:14
5. "Vacant" (Rudess/Myung, LaBrie) – 2:58
6. "Stream of Consciousness" (Dream Theater) – 11:16
7. "In the Name of God" (Dream Theater, Petrucci) – 14:14

## Twórcy
- James LaBrie – śpiew
- John Myung – gitara basowa
- John Petrucci – gitara elektryczna
- Mike Portnoy – perkusja
- Jordan Rudess – instrumenty klawiszowe

Gościnnie
- Eugene Friesen – wiolonczela w utworze Vacant

## Listy tygodniowe
| Kraj              | Lista                      | Pozycja |
| ----------------- | -------------------------- | ------- |
| Austria           | Austrian Charts            | 66      |
| Belgia            | Ultratop (Flandria)        | 76      |
| Francja           | Les Charts                 | 24      |
| Holandia          | Dutch Album Top 100        | 21      |
| Niemcy            | Offizielle Deutsche Charts | 16      |
| Norwegia          | VG-lista                   | 9       |
| Polska            | OLiS                       | 44      |
| Stany Zjednoczone | Billboard 200              | 53      |
| Szwajcaria        | Schweizer Hitparade        | 44      |
| Szwecja           | Swedish Charts             | 9       |
| Węgry             | Album Top 40 slágerlista   | 25      |
| Włochy            | Italian Charts             | 11      |